# Championnats d'Europe de slalom (canoë-kayak) 2005
Navigation
2004 2006
Les championnats d'Europe de slalom de canoë-kayak se déroulent à Tacen (Slovénie) du 30 juin au 2 juillet 2005.

## Résultats

### Hommes

#### Canoë
| Épreuve                     | Or | Or       | Argent                                                                                           | Argent   | Bronze | Bronze   |
| --------------------------- | --- | -------- | ------------------------------------------------------------------------------------------------ | -------- | --- | -------- |
| Canoë monoplace par équipes | Slovaquie Juraj Minčík Michal Martikán Alexander Slafkovský                                                     | 227 s 33 | Allemagne Nico Bettge Jan Benzien Stefan Pfannmöller                                             | 227 s 57 | République tchèque Jan Mašek Stanislav Ježek Tomáš Indruch                                                | 230 s 12 |
| Canoë biplace par équipes   | Slovaquie Pavol Hochschorner & Peter Hochschorner Milan Kubáň & Marián Olejník Ladislav Škantár & Peter Škantár | 241 s 69 | Allemagne Kay Simon & Robby Simon Marcus Becker & Stefan Henze Christian Bahmann & Michael Senft | 241 s 91 | France Philippe Quémerais & Yann Le Pennec Christophe Luquet & Pierre Luquet Martin Braud & Cédric Forgit | 247 s 83 |
| Canoë monoplace             | Allemagne Stefan Pfannmöller                                                                                    | 200 s 55 | Slovaquie Alexander Slafkovsky                                                                   | 201 s 32 | Royaume-Uni Stuart McIntosh                                                                               | 201 s 74 |
| Canoë biplace               | République tchèque Jaroslav Volf Ondrej Stepanek                                                                | 211 s 60 | République tchèque Marek Jiras Tomáš Máder                                                       | 212 s 82 | Slovaquie Ladislav Skantar Peter Skantar                                                                  | 213 s 08 |

#### Kayak
| Épreuve           | Or                                               | Or       | Argent                                                    | Argent   | Bronze                                                      | Bronze   |
| ----------------- | ------------------------------------------------ | -------- | --------------------------------------------------------- | -------- | ----------------------------------------------------------- | -------- |
| Kayak par équipes | Slovénie Andrej Nolimal Peter Kauzer Dejan Kralj | 208 s 75 | Allemagne Erik Pfannmöller Fabian Dörfler Alexander Grimm | 211 s 86 | Italie Pierpaolo Ferrazzi Stefano Cipressi Daniele Molmenti | 213 s 75 |
| Kayak monoplace   | Autriche Helmut Oblinger                         | 187 s 39 | Slovénie Peter Kauzer                                     | 188 s 25 | Allemagne Erik Pfannmöller                                  | 188 s 86 |

### Dames

#### Kayak
| Épreuve          | Or                                                       | Or       | Argent                                               | Argent   | Bronze                                                        | Bronze   |
| ---------------- | -------------------------------------------------------- | -------- | ---------------------------------------------------- | -------- | ------------------------------------------------------------- | -------- |
| Kayak par équipe | Slovaquie Gabriela Zamišková Jana Dukátová Elena Kaliská | 253 s 49 | Allemagne Claudia Bär Mandy Planert Heike Frauenrath | 263 s 61 | Autriche Julia Schmid Violetta Oblinger-Peters Corinna Kuhnle | 288 s 47 |
| Kayak monoplace  | Allemagne Mandy Planert                                  | 216 s 01 | République tchèque Štěpánka Hilgertová               | 216 s 32 | République tchèque Irena Pavelkova                            | 219 s 08 |

## Tableau des médailles
| Rang  | Nation             | Or | Argent | Bronze | Total |
| ----- | ------------------ | -- | ------ | ------ | ----- |
| 1     | Slovaquie          | 3  | 1      | 1      | 5     |
| 2     | Allemagne          | 2  | 4      | 1      | 7     |
| 3     | République tchèque | 1  | 2      | 2      | 5     |
| 4     | Slovénie           | 1  | 1      | 0      | 2     |
| 5     | Autriche           | 1  | 0      | 1      | 2     |
| 6     | France             | 0  | 0      | 1      | 1     |
|       | Royaume-Uni        | 0  | 0      | 1      | 1     |
|       | Italie             | 0  | 0      | 1      | 1     |
| Total | Total              | 8  | 8      | 8      | 24    |